# 35. BAFTA-gála
A 35. BAFTA-gálát 1982-ben tartották, melynek keretében a Brit film- és televíziós akadémia az 1981. év legjobb filmjeit és alkotóit díjazta.

## Díjazottak és jelöltek
(a díjazottak félkövérrel vannak jelölve)

### Legjobb film
Tűzszekerek
- Atlantic City
- A francia hadnagy szeretője
- Gregory barátnője
- Az elveszett frigyláda fosztogatói

### David Lean-díj a legjobb rendezésért
Louis Malle - Atlantic City
- Hugh Hudson - Tűzszekerek
- Bill Forsyth - Gregory barátnője
- Karel Reisz - A francia hadnagy szeretője

### Legjobb elsőfilmes
Joe Pesci - Dühöngő bika
- Klaus Maria Brandauer - Mephisto
- Timothy Hutton - Átlagemberek
- Cathy Moriarty - Dühöngő bika

### Legjobb főszereplő
Burt Lancastar - Atlantic City
- Robert de Niro - Dühöngő bika
- Bob Hoskins - Hosszú nagypéntek
- Jeremy Irons - A francia hadnagy szeretője

### Legjobb női főszereplő
Meryl Streep - A francia hadnagy szeretője
- Mary Tyler Moore - Átlagemberek
- Maggie Smith - Kvartett
- Sissy Spacek - A szénbányász lánya

### Legjobb férfi mellékszereplő
Ian Holm - Tűzszekerek
- Denholm Elliott - Az elveszett frigyláda fosztogatói
- John Gielgud - Arthur
- Nigel Havers - Tűzszekerek

### Legjobb forgatókönyv
Gregory barátnője - Bill Forsyth
- Atlantic City - John Guare
- Tűzszekerek - Colin Welland
- A francia hadnagy szeretője - Harold Pinter

### Legjobb operatőri munka
Egy tiszta nő
- Tűzszekerek
- A francia hadnagy szeretője
- Az elveszett frigyláda fosztogatói

### Legjobb jelmez
Tűzszekerek
- Excalibur
- A francia hadnagy szeretője
- Egy tiszta nő

### Legjobb vágás
Dühöngő bika
- Tűzszekerek
- A francia hadnagy szeretője
- Az elveszett frigyláda fosztogatói

### Anthony Asquith-díj a legjobb filmzenének
A francia hadnagy szeretője - Carl Davis
- Arthur - Burt Bacharach
- Tűzszekerek - Vangelis
- Az elveszett frigyláda fosztogatói - John Williams

### Legjobb díszlet
Az elveszett frigyláda fosztogatói
- Tűzszekerek
- A francia hadnagy szeretője
- Egy tiszta nő

### Legjobb hang
A francia hadnagy szeretője
- Tűzszekerek
- A szénbányász lánya
- Az elveszett frigyláda fosztogatói

### Legjobb animációs film
The Sweater
- Beginnings
- Creole

### Legjobb rövidfilm
Recluse
- Couples and Robbers
- Towers of Babel

### Robert Flaherty-díj a legjobb dokumentumfilmnek
Soldier Girls
- Best Boy
- The Life and Times of Rosie the Riverter
- Return Journey

### Kiemelkedő brit hozzájárulás a mozifilmekhez
David Puttnam

### Akadémiai tagság
Andrzej Wajda